# Santa Cruz de la Sierra Challenger
Il Santa Cruz de la Sierra Challenger è stato un torneo professionistico di tennis giocato su campi in terra rossa. Faceva parte dell'ATP Challenger Series. Si giocava annualmente a Santa Cruz de la Sierra in Bolivia.

## Albo d'oro

### Singolare
| Anno       | Campione        | Finalista       | Punteggio        |
| ---------- | --------------- | --------------- | ---------------- |
| 1997       | Guillermo Cañas | Márcio Carlsson | 6–2, 4–6, 6–2    |
| 1998       | Gastón Gaudio   | Luis Morejon    | 6–2, 6–3         |
| 1999- 2003 | Non disputato   | Non disputato   | Non disputato    |
| 2004       | Mariano Puerta  | Franco Ferreiro | 6(5)–7, 6–4, 6–3 |

### Doppio
| Anno       | Campioni                             | Finalisti                       | Punteggio     |
| ---------- | ------------------------------------ | ------------------------------- | ------------- |
| 1997       | Mariano Hood Sebastián Prieto        | Egberto Caldas Adriano Ferreira | 7–6, 4–6, 6–3 |
| 1998       | Marcelo Charpentier Andrés Schneiter | Kepler Orellana Jimy Szymanski  | 6–2, 6–3      |
| 1999- 2003 | Non disputato                        | Non disputato                   | Non disputato |
| 2004       | Enzo Artoni Ignacio Gonzalez-King    | Victor Ioniță Gabriel Moraru    | 6–3, 6–1      |